# Физика полимеров
 Физика полимеров — раздел физики, изучающий строение и физические свойства полимеров, термодинамику последних и их растворов, макромолекул и полимерных сеток, релаксационные явления (механическая, электрическая и магнитная релаксация).

## Важные понятия
- Полимер
- Макромолекула
- Глобула
- Эффект Керра
- Сегмент Куна и персистентная длина
- Вязкоупругость
- Температура стеклования

## История
В XIX веке ученые всё ещё придерживались мнения, что полимеры — сравнительно простые по своей структуре соединения, объясняя их свойства изомеризмом.
В 1858 году Карл Вильгельм фон Негели предложил мицеллярную теорию полимеров, согласно которой большие молекулы есть совокупность малых молекул, удерживаемых вместе слабыми межмолекулярными силами. Физики и химики того времени были уверены в том, что очень большие соединения должны обладать сниженной молекулярной организацией и подлежат самораспаду.
В 1920 год Штаудингер создал целостную макромолекулярную теорию строения полимеров — длинно-цепочечных молекул, состоящих из небольшого числа десятки и сотни раз повторяющихся соединений . Он утверждал, что молекула натурального каучука (полимер) — это настоящая устойчивая молекула, состоящая из цепи звеньев, удерживаемых вместе с помощью простых связей, и содержащая тысячи атомов.
Придерживаясь того мнения, что макромолекулы — жёсткие стержни, Штаудингер раскритиковал экспериментальные доказательства, собранные Германом Фрэнсисом Марком и Ф. Эйрихом, которые указывали на то, что полимеры могу существовать в виде гибких цепей, так и в виде мицелоподобных связок. Г. Ф. Марк и Курт Майер ввели концепцию гибких цепей.
Первым ученым, применившим метод статистической механики для полимеров, стал швейцарский физик Вернер Кун, а вскоре его применили Герман Фрэнсис Марк и Юджин (Ойген) Гут в Вене. Они исследовали явление высокоэластичности. Оказалось, что высокоэластичность имеет энтропийную природу: при растяжении полимерного образца составляющие его цепные макромолекулы распрямляются — энтропия при этом уменьшается, тем самым свободная энергия образца возрастает.
Позже П. Флори обнаружил, что если конфигурация малых молекул в растворе может быть точно описана с помощью вероятностно-статистического подхода, то при большом размере полимерных молекул этот подход становится ненадёжным. Ситуация полностью меняется, когда температура раствора понижается до определённого значения, которое варьируется в зависимости от типа полимера. При таких значения температуры раствор имеет свойства «идеального» раствора. Флори назвал такое значение температуры θ-точкой (тета-точкой).

## Статистическая физика полимеров
В конце 60-х годов было выяснено, что некоторые принципиальные проблемы биофизики могут быть сформулированы как задачи физики макромолекул, а также задачи статфизики макромолекул оказались тесно связанными с самыми актуальными общефизическими проблемами. Это привлекло к теории полимеров внимание ряда крупнейших физиков-теоретиков, прежде всего И. М. Лифшица, С. Ф. Эдвардса, П. Ж. де Жена.
Ж. де Клуазо и П. Ж. де Жен выявили прямую аналогию между изменением вида жидких кристаллов и фазовым переходом металла в сверхпроводящее состояние. Также де Жен показал, что статистика одиночной длинной полимерной цепочки в хорошем растворителе эквивалентна статистике магнетика вблизи фазового перехода второго рода.
С. Эдвардс (ранее) и И. М. Лифшиц (независимо и подробнее) установили математическую аналогию между статистической механикой полимерной цепочки и квантовой механикой частицы во внешнем потенциальном поле. С. Эдвардс показал, что статистическая сумма по всем возможным контурам полимера в пространстве может быть истолкована по аналогии с интегралом по траекториям Фейнмана, Лифшиц получил для полимерной цепи аналог уравнения Шредингера. Позднее Лифшицем и его учениками А. Ю. Гросбергом и А. Р. Хохловым были найдены выражение для конформационной энтропии полимерной цепи и классические результаты для полимерной глобулы в растворе.
В одной из работ И. М. Лифшица речь впервые зашла о том, что в одной полимерной молекуле могут быть фазовые переходы. Впервые состояние флуктуирующего клубка и сжатой глобулы были поняты как две различные фазы.

## Практическое применение физики и физхимии полимеров
Первые разработки в области полимеров были связаны с преобразованием уже существующих натуральных полимеров в более удобные продукты. Чарльз Гудийр в 1839 году изобрел способ переработки натурального каучука и серы в вулканизированный каучук (резину), который не плавится летом и не замерзает зимой. Кристиан Шёнбейн в 1846 году превратил хлопок в нитроцеллюлозу, которая может быть растворена специальными растворителями и залита в форму. Его работа была продолжена Джоном Уэсли Хайаттом, который получил целлулоид — твёрдую смесь нитроцеллюлозы и камфоры, из которой можно было формировать различные изделия. Такими были первые попытки расширить спектр доступных в производстве материалов.